# Sharon Fichman
Sharon Fichman (ur. 3 grudnia 1990 w Toronto) – kanadyjska tenisistka, od 2005 roku reprezentantka kraju w rozgrywkach Pucharu Federacji.

## Kariera tenisowa

### Kariera juniorska
W 2005 roku wygrała turniej juniorski Banana Open, w finale pokonując Alexandrę Dulgheru. W sierpniu 2006 roku dotarła do finału mistrzostw juniorów Canadian Open w Québecu. Przegrała z reprezentantką Białorusi, Kseniją Mileuską.
Jako juniorka osiągnęła więcej zwycięstw w grze podwójnej, zwłaszcza w turniejach wielkoszlemowych. Na French Open 2005 z Caroline Wozniacki dotarła do półfinału. Z Jade Curtis odpadła już w pierwszej rundzie US Open. Grając z Anastasiją Pawluczenkową wygrała deblowy Australian Open 2006, a potem French Open w tym samym roku (w finale z Agnieszką Radwańską i Caroline Wozniacki). Z Rosjanką doszły do finału US Open. Dla Pawluczenkowej była to szansa zdobycia juniorskiego Wielkiego Szlema w grze podwójnej – tak się jednak nie stało, a zwycięstwo odniosły Rumunki Mihaela Buzărnescu i Raluca Olaru. W Australian Open 2007 z Kateřiną Vaňkovą odpadły w ćwierćfinale.

### Kariera zawodowa
Sharon Fichman triumfowała w dziewięciu turniejach singlowych cyklu ITF. W grze podwójnej odniosła dwadzieścia jeden zwycięstw w zawodach tej rangi.
Najwyżej notowana była na 77. miejscu w rankingu singlowym WTA Tour (19 maja 2014) oraz na 21. pozycji w rankingu deblowym (17 stycznia 2022).
Począwszy od 2005 roku reprezentuje Kanadę w rozgrywkach Pucharu Federacji.
W 2009 roku osiągnęła pierwszy finał zawodów deblowych WTA Tour. W Estoril razem z Katalin Marosi przegrały w meczu mistrzowskim z Raquel Kops-Jones i Abigail Spears wynikiem 6:2, 3:6, 5–10. Kolejny finał osiągnęła w Bogocie w 2011 roku. Tym razem wspólnie z Laurą Pous Tió uległy parze Edina Gallovits-Hall–Anabel Medina Garrigues 6:2, 6:7(6), 9–11. Pierwszy triumf odniosła w 2014 roku w Auckland, gdzie w parze z Marią Sanchez pokonały Lucie Hradecką i Michaëllę Krajicek 2:6, 6:0, 10–4.

## Życie prywatne
Rodzice Fichman, Bob i Julia, są inżynierami. Ma brata Thomasa. Grę w tenisa rozpoczęła w wieku pięciu lat.

## Finały turniejów WTA
| Legenda                     | Legenda |
| --------------------------- | ------- |
| Wielki Szlem                |         |
| Igrzyska olimpijskie        |         |
| WTA Tour Championships      |         |
| 2009 – 2020                 |         |
| WTA Premier Mandatory       |         |
| WTA Premier 5               |         |
| WTA Premier                 |         |
| WTA International Series    |         |
| WTA 125K series (2012–2020) |         |
| od 2021                     |         |
| WTA 1000 (obowiązkowe)      |         |
| WTA 1000 (nieobowiązkowe)   |         |
| WTA 500                     |         |
| WTA 250                     |         |
| WTA 125                     |         |

### Gra podwójna 8 (4–4)
| Końcowy wynik | Nr | Data            | Turniej    | Nawierzchnia | Partnerka           | Przeciwniczki                                | Wynik finału      |
| ------------- | -- | --------------- | ---------- | ------------ | ------------------- | -------------------------------------------- | ----------------- |
| Finalistka    | 1. | 9 maja 2009     | Estoril    | Ceglana      | Katalin Marosi      | Raquel Kops-Jones Abigail Spears             | 6:2, 3:6, 5–10    |
| Finalistka    | 2. | 19 lutego 2011  | Bogota     | Ceglana      | Laura Pous Tió      | Edina Gallovits-Hall Anabel Medina Garrigues | 6:2, 6:7(6), 9–11 |
| Zwyciężczyni  | 1. | 4 stycznia 2014 | Auckland   | Twarda       | Maria Sanchez       | Lucie Hradecká Michaëlla Krajicek            | 2:6, 6:0, 10–4    |
| Finalistka    | 3. | 25 maja 2019    | Norymberga | Ceglana      | Nicole Melichar     | Gabriela Dabrowski Xu Yifan                  | 6:4, 6:7(5), 5–10 |
| Zwyciężczyni  | 2. | 28 lipca 2019   | Jurmała    | Ceglana      | Nina Stojanović     | Jeļena Ostapenko Galina Woskobojewa          | 2:6, 7:6(1), 10–6 |
| Finalistka    | 4. | 29 lutego 2020  | Acapulco   | Twarda       | Kateryna Bondarenko | Desirae Krawczyk Giuliana Olmos              | 3:6, 6:7(5)       |
| Zwyciężczyni  | 3. | 8 marca 2020    | Monterrey  | Twarda       | Kateryna Bondarenko | Miyu Katō Wang Yafan                         | 4:6, 6:3, 10–7    |
| Zwyciężczyni  | 4. | 16 maja 2021    | Rzym       | Ceglana      | Giuliana Olmos      | Kristina Mladenovic Markéta Vondroušová      | 4:6, 7:5, 10–5    |

## Finały turniejów WTA 125K series

### Gra podwójna 1 (0–1)
| Końcowy wynik | Nr | Data              | Turniej | Nawierzchnia | Partnerka     | Przeciwniczki             | Wynik finału   |
| ------------- | -- | ----------------- | ------- | ------------ | ------------- | ------------------------- | -------------- |
| Finalistka    | 1. | 16 listopada 2019 | Houston | Twarda       | Ena Shibahara | Ellen Perez Luisa Stefani | 6:1, 4:6, 5–10 |

## Występy w Turnieju Mistrzyń

### W grze podwójnej
| Rok  | Rezultat     | Partnerka      | Przeciwniczki                                                                                    | Wynik                               |
| 2021 | Faza grupowa | Giuliana Olmos | Barbora Krejčíková Kateřina Siniaková Alexa Guarachi Desirae Krawczyk Hsieh Su-wei Elise Mertens | 4:6, 1:6 6:0, 3:6, 9–11 4:6, 6:7(3) |

## Wygrane turnieje rangi ITF

### Gra pojedyncza
|    | Data       | Turniej        | ($)     | Naw.   | Finalistka         | Wynik            |
| 1. | 27/11/2005 | Aszkelon       | 10 000  | twarda | Pemra Özgen        | 6:1, 6:1         |
| 2. | 25/01/2009 | Lutz           | 25 000  | ziemna | Lauren Albanese    | 6:4, 7:6         |
| 3. | 19/04/2009 | Osprey         | 25 000  | ziemna | Juliana Fedak      | 6:4, 6:1         |
| 4. | 16/01/2011 | Plantation     | 25 000  | ziemna | Alexandra Cadanțu  | 6:3, 7:6         |
| 5. | 10/07/2011 | Waterloo       | 50 000  | ziemna | Julia Boserup      | 6:3, 4:6, 6:4    |
| 6. | 15/07/2012 | Waterloo       | 50 000  | ziemna | Julja Gluszko      | 6:3, 6:2         |
| 7. | 02/09/2012 | Mamaja         | 25 000  | ziemna | Patricia Maria Țig | 6:3, 6:7(5), 6:3 |
| 8. | 20/01/2013 | Port St. Lucie | 25 000  | ziemna | Tadeja Majerič     | 6:3, 6:2         |
| 9. | 11/05/2014 | Cagnes-sur-Mer | 100 000 | ziemna | Timea Bacsinszky   | 6:2i, 6:2        |

## Występy w igrzyskach olimpijskich

### Gra podwójna
| Runda                                                                  | Partnerka              | Przeciwniczki                           | Wynik       |
| ---------------------------------------------------------------------- | ---------------------- | --------------------------------------- | ----------- |
|                                                                        |                        |                                         |             |
| Letnie Igrzyska Olimpijskie w Tokio 2020, reprezentując państwo Kanada |                        |                                         |             |
| I runda                                                                | Gabriela Dabrowski [7] | Brazylia: Laura Pigossi / Luisa Stefani | 6:7(3), 4:6 |

## Finały juniorskich turniejów wielkoszlemowych

### Gra podwójna (3)
| Końcowy wynik | Rok  | Turniej         | Nawierzchnia | Partnerka        | Przeciwniczki                          | Wynik finału     |
| Zwyciężczyni  | 2006 | Australian Open | Twarda       | A. Pawluczenkowa | Alizé Cornet Corinna Dentoni           | 6:2, 6:2         |
| Zwyciężczyni  | 2006 | French Open     | Ceglana      | A. Pawluczenkowa | Agnieszka Radwańska Caroline Wozniacki | 6:7(4), 6:2, 6:1 |
| Finalistka    | 2006 | US Open         | Twarda       | A. Pawluczenkowa | Mihaela Buzărnescu Raluca Olaru        | 5:7, 2:6         |